# Szőke kóla
A Szőke kóla 2005-ben bemutatott magyar filmvígjáték, Beleznay Endre és Majka főszereplésével.

## Rövid történet
Egy sikeres építési vállalkozó kényszerbarátságot köt Verébbel, a VIII. kerületben élő roma autószerelővel és társaival, hogy megmentse elrabolt menyasszonyát, továbbá visszaszerezze ellopott autóját és felbecsülhetetlen értékű céges papírjait.

## Szereplők
- Beleznay Endre – Lerner Nándor
- Majka – Veréb
- Posonyi Takács László – Ricsi
- Nyári Oszkár – Robi
- Gubás Gabi – Zita
- Görög Zita – Lulu
- Szecsődi M. László – Szaxi
- Tálas József – Komlós Attila
- Cserna Antal – Tolókocsis
- Bicskey Lukács – Strici
- Albert Péter – Zászlós
- Balázs Imre – Taxis
- Lázár Csaba – Gazsi

## Vélemények, értékelések a filmről
A film enyhe pozitív nézői értékelésű (mafab, port.hu).
A kritikák egy nézhető, ámde félrevezető és köntörfalazó alkotásnak tartják, amely nincs tisztában a magyar társadalmi problémákkal és szociális helyzettel, ehelyett le akarja másolni a nyugat-európai vagy amerikai közhelyeket. Az Index.hu-n íródott kritika szerint „a Szőke kóla, egy rozsdás klisékből összedrótozott bóvli,” és feltételezi, hogy a romákkal kapcsolatos dolgokat a forgatókönyv a Macska-jaj című klasszikusból merítette.
Bori Erzsébet filmkritikája összetett, indításként a film számos hibáját kiemeli, például, hogy nincs megfelelően kidolgozva a forgatókönyv és a romakérdés vagy a Józsefváros ismeretének teljes hiánya dominál. Noha a filmcímben az áll, hogy volt romaszakértő is stábban, Bori szerint nyilván valószínűleg nem hallgattak rá. A filmzene rossz, a szereplők is ellentmondásosak, pl. a Görög Zita által megformált Lulu a történet szerint ronda, holott ez a filmben egyáltalán nem úgy fest. Bori azt írja, hogy fércműnek nevezhetné a filmet, mégsem teszi, hibái, közhelyei ellenére szeretnivalónak, jószándékúnak tartja a filmet, néhány bájos amatőr alakítással.
Puzsér Róbert Sznobjektív című műsorában Farkas Attila Márton a filmet egy velejéig érő hazugságnak nevezte, mert azt a valótlan és némileg propagandisztikus tévedést próbálja erőltetni, hogy az egymás mellett élő emberek között nincs gyűlölet, mert az ember csak azt gyűlöli, amit nem ismer. Ennek viszont ellentmond rengeteg olyan példa, amely épp azt mutatja, hogy a rasszista gyűlölet két teljesen eltérő kultúra közvetlen érintkezéséből ered. Farkas hozzátette, hogy ilyen és hasonló filmek készítőinek fogalmuk sincs a társadalmi problémákról, jelenségekről és nem ismerik Magyarországot se, ahol élnek, mégis filmet csinálnak ilyen dolgokról, sőt meg akarják magyarázni az okokat.